# Am Waldfriedhof 14 (Korschenbroich)

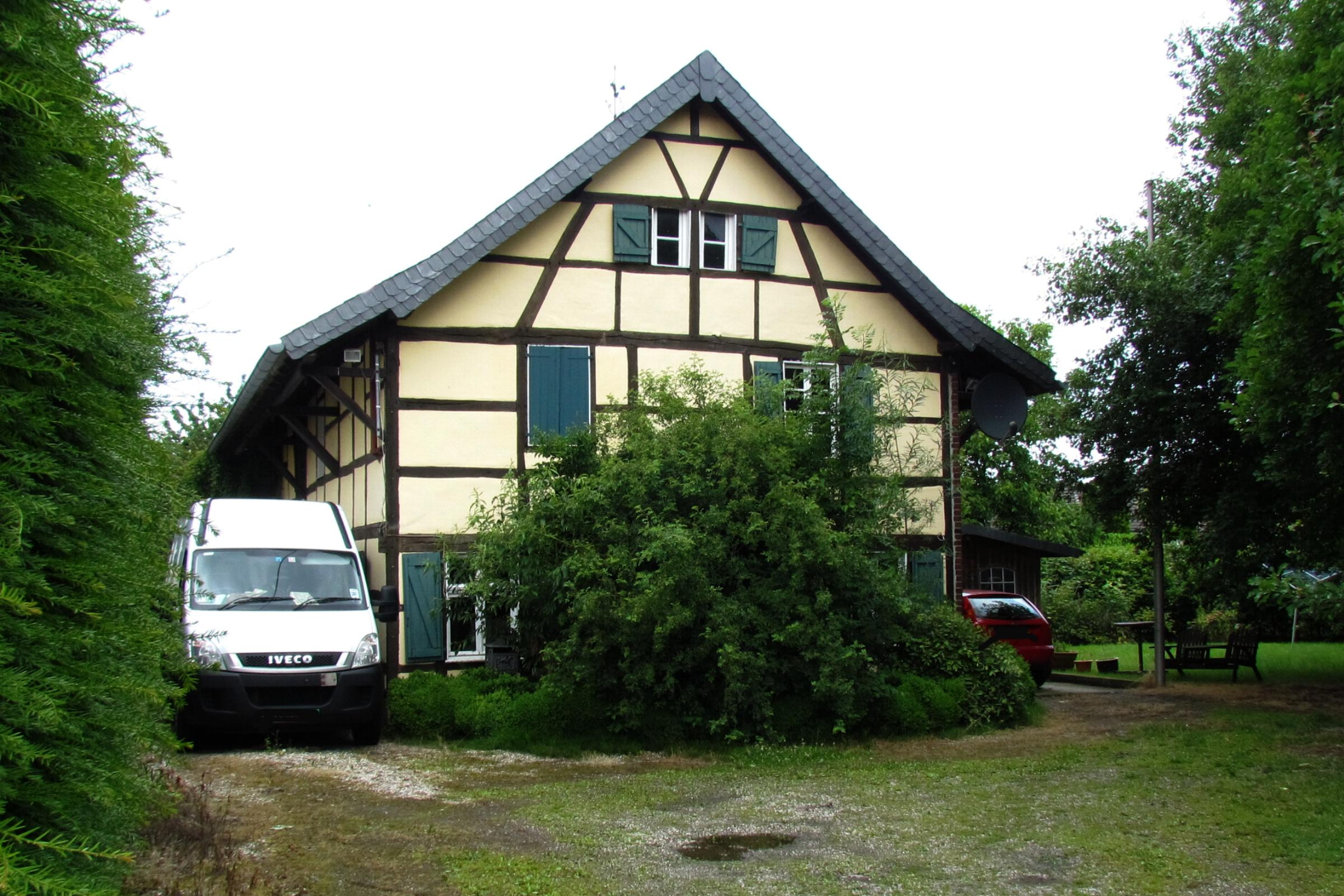
Fachwerkkate

Das Wohnhaus Am Waldfriedhof 14 steht in Korschenbroich  im Rhein-Kreis Neuss in Nordrhein-Westfalen.
Das Gebäude wurde im 19. Jahrhundert erbaut und unter Nr. 009 am 20. August 1985 in die Liste der Baudenkmäler in Korschenbroich eingetragen.

## Architektur
Es handelt sich um eine zweigeschossige bescheidene Fachwerkkate, die an einer Seite verputzt ist. Eine Giebelseite ist mit Backstein verkleidet.